# The Annotated Alice
The Annotated Alice è un libro del 1960 di Martin Gardner.
Il volume presenta il testo integrale delle due opere più note di Lewis Carroll, Le avventure di Alice nel Paese delle Meraviglie (1865) e Attraverso lo specchio e quel che Alice vi trovò (1871), accompagnate dalle illustrazioni originali di John Tenniel, e corredate da numerosissime note in cui Gardner chiarisce vari aspetti dei due romanzi: dettagli sulla composizione da parte di Carroll, riferimenti a usanze dell'epoca vittoriana (non necessariamente perspicue al lettore contemporaneo, neppure a quello anglofono), spiegazioni dei vari giochi di parole e matematici sottesi al testo.
Il libro è stato ristampato più volte ed è stato tradotto in diverse lingue, tra cui francese, italiano, giapponese, portoghese, russo, spagnolo, tedesco ed ebraico. Gardner realizzò anche un volume complementare: The Annotated Snark, dedicato al poema nonsense di Carroll La caccia allo Snark.

## Storia editoriale
Il libro fu pubblicato per la prima volta nel 1960.
Nel 1990 fu pubblicato il More Annotated Alice. Questa edizione non include le note originali a margine e le illustrazioni di Tenniel sono sostituite da quelle di Peter Newell. Contiene inoltre il capitolo The Wasp in a Wig, che Carroll aveva escluso da Attraverso lo specchio su suggerimento di Tenniel.
Nel 1999 fu pubblicata l'edizione The Definitive Edition, che unisce le annotazioni dei due volumi precedenti e reintegra le illustrazioni di Tenniel.
Nel 2015 uscì l'edizione The Annotated Alice: 150th Anniversary Deluxe Edition, che unisce tutte le precedenti note di Gardner, con contenuti ampliati da Mark Burstein, presidente emerito della Lewis Carroll Society of North America. L'edizione include oltre 100 annotazioni nuove o aggiornate, più di 100 nuove illustrazioni (oltre a Tenniel, firmate da Salvador Dalí, Beatrix Potter, Ralph Steadman e altri 42 artisti), una bibliografia e una filmografia realizzata dallo studioso David Schaefer.

## Edizioni
- The Annotated Alice: Alice's Adventures in Wonderland & Through the Looking Glass by Lewis Carroll, Illustrated by John Tenniel di Martin Gardner (1960), New York, Bramhall House ISBN 0-517-02962-6
  - Edizione italiana:  Lewis Carroll, Alice: Le avventure di Alice nel paese delle meraviglie & Attraverso lo specchio e quello che Alice vi trovò, a cura di Martin Gardner, collana I Marmi, traduzione di Masolino D'Amico, illustrazioni di John Tenniel, Longanesi, 1971.
- More Annotated Alice di Martin Gardner (1990) ISBN 0-394-58571-2
- The Annotated Alice: The Definitive Edition di Martin Gardner (1998/1999) ISBN 0-393-04847-0
- The Annotated Alice: 150th Anniversary Deluxe Edition di Martin Gardner e Mark Burstein (2015) ISBN 978-0-393-24543-1
  - Edizione italiana:  Lewis Carroll, Alice nel paese delle meraviglie, a cura di Martin Gardner, collana Classici BUR Deluxe, traduzione di Masolino D'Amico, illustrazioni di John Tenniel, Rizzoli, 2015, ISBN 978-8858679173.